# Port du Châtelet
Der Port du Châtelet ist ein Hafen in der Gemeinde Saint-Jacut-de-la-Mer im Département Côtes-d’Armor in der Bretagne, Frankreich. Er liegt an der Ostküste der Halbinsel Saint-Jacut, in der Bucht von Lancieux.

## Geschichte

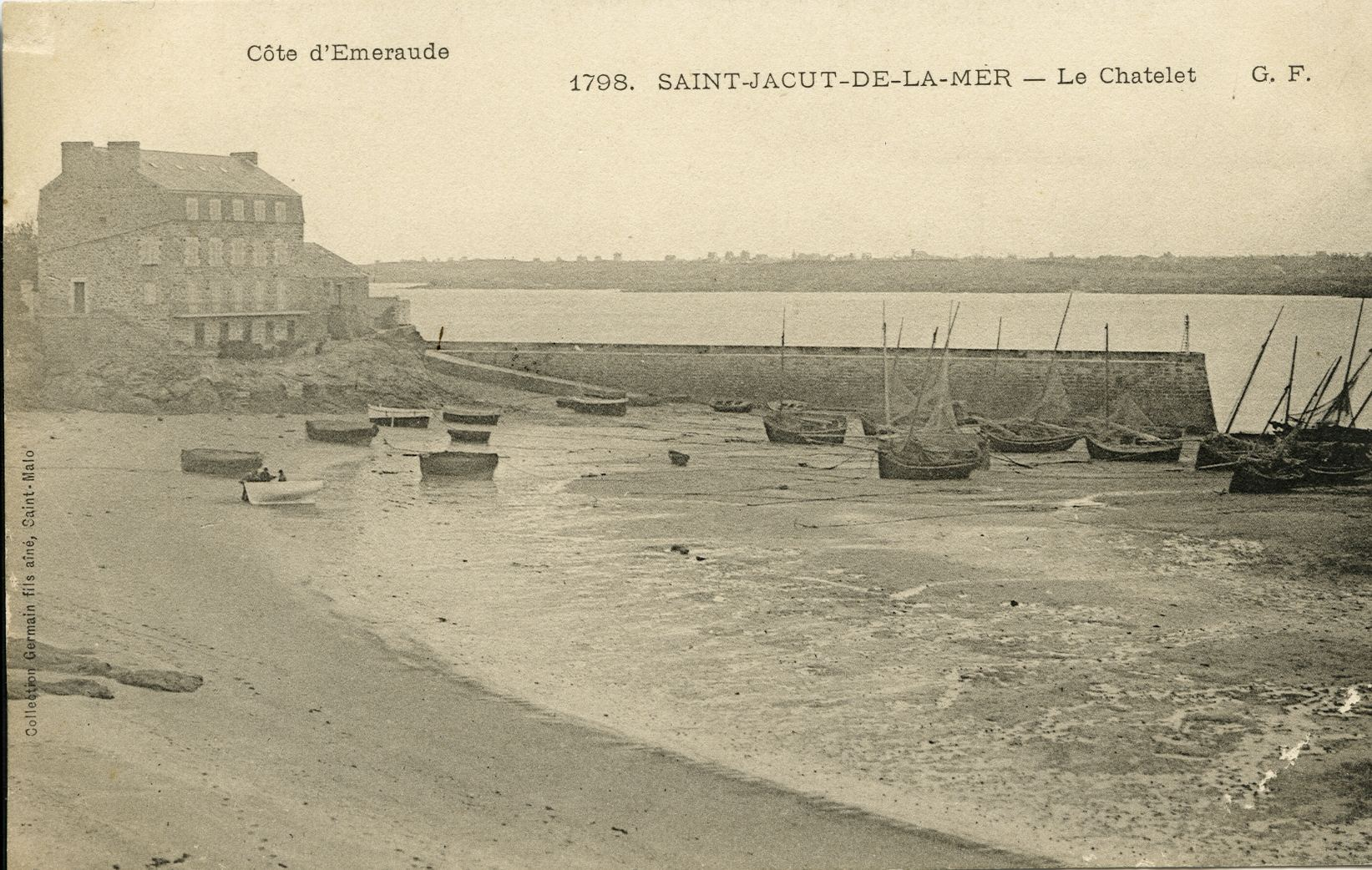
Der Hafen auf einer Postkarte um 1900

Bis zur Mitte des 19. Jahrhunderts gab es in Saint-Jacut praktisch keine Hafenanlagen. Der Port du Châtelet war neben dem Port de la Chapelle südlich von Les Ebihens einer der wenigen Schutzhäfen in der Region. Die erste Erwähnung findet sich auf einer Karte des Grafen Pontbriand aus dem Jahr 1703, auf der er als Ankerplatz für zehn kleine Boote beschrieben wird.
1843 war die alte Mole aus Trockenmauerwerk bereits baufällig. Drei Jahre später, 1846, vermachte der ehemalige Bürgermeister Guillaume Hervé-Langerais der Gemeinde Geld für den Bau einer neuen Mole. Die Entscheidung für den Bau der großen Mole fiel 1849. Die Bauarbeiten dauerten zwei Jahre und wurden 1852 abgeschlossen, nachdem der ursprüngliche Vertrag mit der Firma Joubeaux 1851 gekündigt und die Fertigstellung dem Amt für Brücken und Straßen übertragen worden war. Die trocken verlegten Bruchsteine an der Außenseite der Mole hielten jedoch dem Sturm im Dezember 1851 nicht stand, so dass Ausbesserungsarbeiten notwendig wurden. Zum Schutz vor den Nordostwinden wurde in den Jahren 1854 und 1859 eine Brüstungsmauer errichtet. Sie war 71 Meter lang, 0,80 Meter hoch und 0,60 Meter breit. Die Modernisierungsarbeiten wurden 1889 mit der Installation eines Hafenfeuers abgeschlossen.
Mitte des 19. Jahrhunderts war der Handelsverkehr im Hafen noch bescheiden. 1857 wurden 28 Küstenschiffe und 23 Fischerboote registriert. Um 1875 gingen etwa 200 Fischer von hier aus auf Fang, was einen Jahresumsatz von 65.000 Francs generierte. Besonders der Makrelenfang war bedeutend, und ein Teil des Fangs wurde in einer Salzerei oberhalb des Hafens verarbeitet.
Heute wird der Port du Châtelet hauptsächlich als Yachthafen genutzt.

## Bauweise und Struktur
Die Hauptmole des Hafens ist 74 m lang und 3 m breit. Sie verläuft etwa in Nord-Süd-Richtung und ist im Norden verankert. Parallel zur Mole befindet sich eine Slipanlage. Die Mole besteht aus einem inneren Massiv, das mit Mergelmörtel verfugt und mit einer 70 cm dicken Mauerwerksschicht aus hydraulischem Kalkmörtel überzogen ist. Die Außenverkleidung besteht aus behauenen Bruchsteinen aus den Steinbrüchen der Inseln La Colombière und Grande Roche.